# Станково (Великопольське воєводство)
Станково (пол. Stankowo, нім. Stankowo) — село в Польщі, у гміні Ґостинь Гостинського повіту Великопольського воєводства.
Населення — 285 осіб (2011).
У 1975-1998 роках село належало до Лешненського воєводства.

## Демографія
Демографічна структура станом на 31 березня 2011 року:
|          | Загалом | Допрацездатний вік | Працездатний вік | Постпрацездатний вік |
| -------- | ------- | ------------------ | ---------------- | -------------------- |
| Чоловіки | 142     | 27                 | 98               | 17                   |
| Жінки    | 143     | 35                 | 82               | 26                   |
| Разом    | 285     | 62                 | 180              | 43                   |